# Boucles de la Mayenne 2016
Els Boucles de la Mayenne 2016, 42a edició dels Boucles de la Mayenne, es disputà entre el 2 i el 5 de juny de 2016 sobre un recorregut de 556,5 km repartits entre tres etapes i un pròleg, amb inici i final a Laval. La cursa formava part del calendari de l'UCI Europa Tour 2016, amb una categoria 2.1.

## Equips
L'organització convidà a prendre part en la cursa a un equip World Tour, deu equips continentals professionals i deu equips continentals:
- equips World Tour: FDJ
- equips continentals professionals: Androni Giocattoli-Sidermec, Caja Rural-Seguros RGA, Cofidis, Delko-Marseille, Direct Énergie, Drapac, Fortuneo-Vital Concept, Gazprom-RusVelo, Team Roth, Topsport Vlaanderen-Baloise
- equips continentals: An Post-ChainReaction, Armée de Terre, HP BTP-Auber 93, BKCP-Corendon, Euskadi Basque Country-Murias, Kuota-Lotto, Rabobank Development, Roubaix Métropole européenne de Lille, Trefor, Vorarlberg

## Etapes
| Etapa    | Data      | Ciutats d'etapa            | type                      | Distància (km) | Vencedor de l'etapa | Líder de la general |
| -------- | --------- | -------------------------- | ------------------------- | -------------- | ------------------- | ------------------- |
| Pròleg   | 2 de juny | Laval – Laval              | contrarellotge individual | 4,5            | Bryan Coquard       | Bryan Coquard       |
| 1a etapa | 3 de juny | Saint-Berthevin – Craon    | etapa plana               | 190            | Francesco Chicchi   | Bryan Coquard       |
| 2a etapa | 4 de juny | Laval – Villaines-la-Juhel | etapa plana               | 182            | Bryan Coquard       | Bryan Coquard       |
| 3a etapa | 5 de juny | Juvigné – Laval            | etapa plana               | 180            | Thomas Scully       | Bryan Coquard       |

## Classificació final
|    | Ciclista                 | Equip                  | Temps       |
| -- | ------------------------ | ---------------------- | ----------- |
| 1  | Bryan Coquard (FRA)      | Direct Énergie         | 13h 10' 18" |
| 2  | Anthony Delaplace (FRA)  | Fortuneo-Vital Concept | + 15"       |
| 3  | Thomas Boudat (FRA)      | Direct Énergie         | + 16"       |
| 4  | Johan Le Bon (FRA)       | FDJ                    | + 17"       |
| 5  | José Gonçalves (POR)     | Caja Rural-Seguros RGA | + 22"       |
| 6  | Gert Jõeäär (EST)        | Cofidis                | + 23"       |
| 7  | Julien Duval (FRA)       | Armée de Terre         | + 23"       |
| 8  | Cees Bol (NED)           | Rabobank Development   | + 23"       |
| 9  | Mads Würtz Schmidt (DEN) | Trefor                 | + 24"       |
| 10 | Daniel McLay (GBR)       | Fortuneo-Vital Concept | + 25"       |

## Evolució de les classificaions
| Étape                  | Vainqueur              | Classificació general | Classificació per punts | Classificació de la muntanya | Classificació de les metes volants | Classificació dels joves | Classificació per equips |
| ---------------------- | ---------------------- | --------------------- | ----------------------- | ---------------------------- | ---------------------------------- | ------------------------ | ------------------------ |
| P                      | Bryan Coquard          | Bryan Coquard         | Bryan Coquard           | No atorgat                   | No atorgat                         | Thomas Boudat            | Direct Énergie           |
| 1                      | Francesco Chicchi      | Bryan Coquard         | Thomas Boudat           | Kasper Asgreen               | Roman Kustadinchev                 | Thomas Boudat            | Direct Énergie           |
| 2                      | Bryan Coquard          | Bryan Coquard         | Bryan Coquard           | Joris Nieuwenhuis            | Roman Kustadinchev                 | Thomas Boudat            | Direct Énergie           |
| 3                      | Thomas Scully          | Bryan Coquard         | Bryan Coquard           | Joris Nieuwenhuis            | Roman Kustadinchev                 | Thomas Boudat            | Direct Énergie           |
| Classificacions finals | Classificacions finals | Bryan Coquard         | Bryan Coquard           | Joris Nieuwenhuis            | Roman Kustadinchev                 | Thomas Boudat            | Direct Énergie           |